# منتخب بيرو لاتحاد الرغبي
منتخب بيرو الوطني لاتحاد الرغبي (بالإسبانية: Selección de rugby de Perú)‏ هو ممثل بيرو الرسمي في المنافسات الدولية في اتحاد الرغبي.